# Горшков Дмитро Степанович
Дмитро Степанович Горшков (1870 — ?) — член Державної думи I скликання від Херсонської губернії, редактор газети «Голос Юга», що була популярна на Півдні України (Російської імперії).

## Біографія

### Ранні роки
Народився 1870 року, де саме невідомо, але в саможній купецькій родині. Закінчив Єлисаветградську гімназію та юридичний факультет Московського університету. Два роки навчався у Російській вищій школі суспільних наук у Парижі.

### Редактор
Був редактором-видавцем газети «Голос Юга», що була популярна на Півдні України (Російської імперії), видав кілька популярних книг.

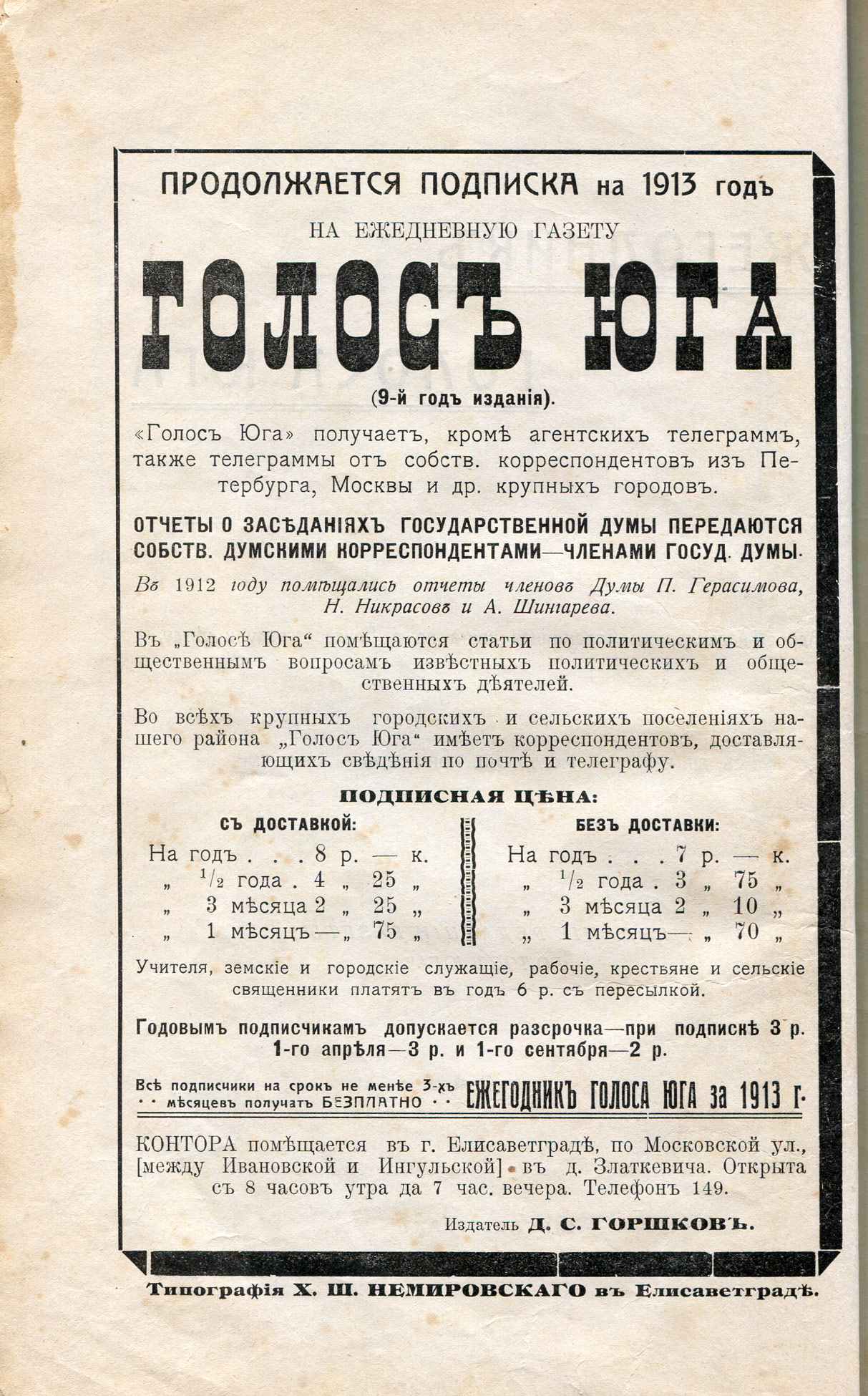
Газета «Голос Юга», 1913

Газета «Голос Юга» (укр. Голос Півдня), яка поділила долю багатьох прогресивних видань того часу: піддавалась цензурі і врешті була закрита, на думку сучасників, була одним з найкращих провінційних видань тогочасної імперії.

### Політик

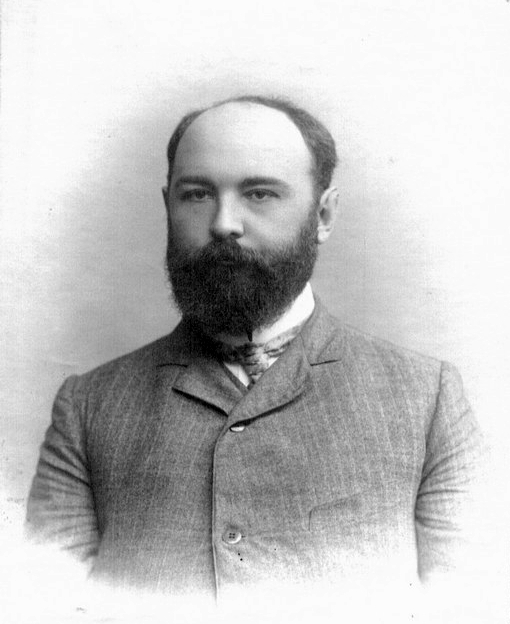
Горшков Д. С.

Був землевласником Єлисаветградського повіту (маєток у селі Іванівка Якимівської волості) і обирався голосним Єлисаветградського повітового та Херсонського губернських земських зборів. Брав участь у земських з'їздах. Був членом Конституційно-демократичної партії, брав участь у її установчому з'їзді у жовтні 1905 року. Був головою Єлисаветградського повітового комітету партії, який потім став відділенням губернського комітету для Олександрійського, Ананьївського та Єлисаветградського повітів.
В 1906 був обраний членом I Державної думи від Херсонської губернії. Входив до Конституційно-демократичної фракції. Був членом бюджетної комісії, підписав законопроект «Про збори».
Подальша доля невідома.